# Julio Bocca
Pour les articles homonymes, voir Bocca.

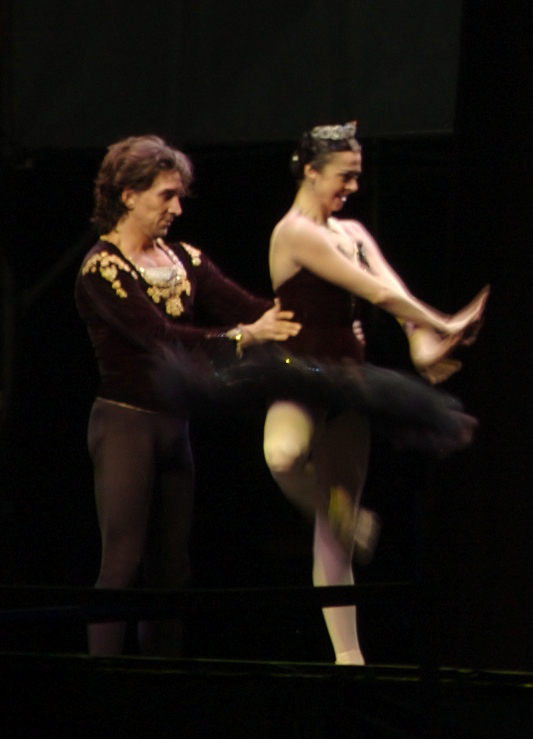
Julio Bocca en 2007 à Buenos Aires.

Julio Adrián Lojo Bocca, né le 6 mars 1967 dans le partido de Vicente López (Buenos Aires, Argentine), est un danseur de ballet argentin reconnu mondialement. 
Entre 1986 et 2006 il était Premier Danseur à l'American Ballet Theatre, New York, États-Unis.
À Montevideo, Uruguay, il était le directeur du corps de ballet du Service officiel de diffusion, radiotélévision et spectacles (Servicio Oficial de Difusión, Radiotelevisión y Espectáculos, SODRE)entre 2010 et 2017. En 7 ans, il a changé la direction du Ballet Nacional del Sodre. Il est ouvertement homosexuel.
En 2016 il a été Président du Jury du Prix de Lausanne, Suisse, et en 2019 Membre du Jury de ce même concours.
Actuellement il est Directeur Artistique du Ballet Estable du Théâtre Colón de Buenos Aires, Argentine.

## Prix et distinctions
- Médaille d'or au 5e Concours international d'artistes de ballet de Moscou[4] (1985) ;
- Danseur de l'année selon le New York Times (1987) ;
- Chevalier de l'Ordre de San Martín de Tours (1987) ;
- Prix Gino Tanni des Arts (Rome, Italie) ;
- Meilleur danseur étoile international de danse classique (Barcelone, 1990).

## Source
- (es) Cet article est partiellement ou en totalité issu de l’article de Wikipédia en espagnol intitulé « Julio Bocca » (voir la liste des auteurs).